# 보리스 라이치
보리스 라이치(크로아티아어: Boris Raič, 1976년 12월 3일 ~ )는 크로아티아 출신의 축구 선수이다. 2003년 부천 SK (현 제주 유나이티드)에 입단하여 2003 시즌부터 2005 시즌까지 세 시즌 동안 활약하였다. K리그에서 등록명은 보리스를 사용하였다